# 瓦卢瓦地区克雷皮
瓦卢瓦地区克雷皮（法語：Crépy-en-Valois，法語發音：[kʁepi ɑ̃ valwa]），法国北部城市，上法兰西大区瓦兹省的一个市镇，隶属于桑利斯区，其市镇面积为16.28平方公里，2022年1月1日时人口数量为14,243人，在法国城市中排名第651位。
瓦卢瓦地区克雷皮位于瓦兹省东南部，巴黎－伊尔松铁路线上，是一个区域性的工商业中心，通常被认作是瓦卢瓦地区的首府。瓦卢瓦地区克雷皮也是巴黎的一个远郊卫星城，法兰西岛大区铁路K线的终点站即位于此地。

## 地名来源
“克雷皮”一名最初于公元9世纪时以拉丁语“Crispeium”的形式被记载，其来源尚存在争议。
此外，因翻译标准不同，“Crépy-en-Valois”在中文谷歌地图以及部分汉语资料中被译为克雷皮昂瓦卢瓦。

## 历史

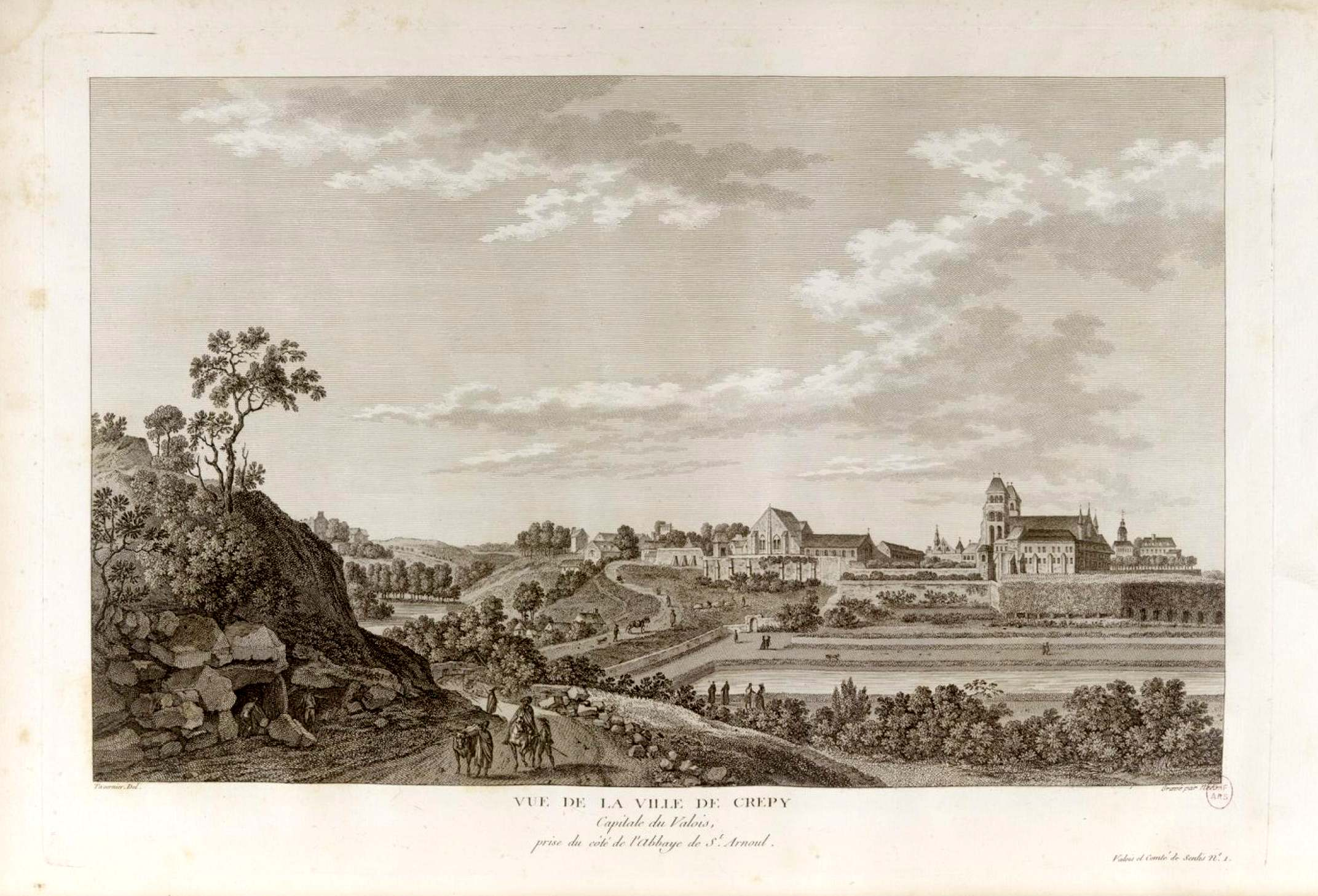
法国大革命期间的瓦卢瓦地区克雷皮

瓦卢瓦地区克雷皮的早期建城历史不详。中世纪中期，瓦卢瓦地区克雷皮为瓦卢瓦伯爵的主要活动场所。1170年，瓦卢瓦伯爵克雷皮-楠特伊的蒂博三世（Thibault III de Crépy Nanteuil）将位于瓦卢瓦地区克雷皮的家族庄园扩建成为一处军事城堡。此后，瓦卢瓦地区克雷皮逐渐发展成为瓦卢瓦地区的首府。13世纪时，瓦卢瓦被法兰西王室继承。英法百年战争时期，瓦卢瓦被设立为公爵，查理五世之弟路易一世获得了该头衔。16世纪后，瓦卢瓦地区克雷皮城堡被改造成为一处监狱。法国大革命后，瓦卢瓦地区克雷皮成为瓦兹省的一个市镇，并在1790至1795年间为该省的一个地区行署。工业革命期间，途径此地的巴黎－伊尔松铁路建成运行，瓦卢瓦地区克雷皮出现了多个工业部门，当地人口数量快速增加。第一次世界大战期间，瓦卢瓦地区克雷皮遭遇了多次空袭，当地的一处木材厂被炸毁。二战后，瓦卢瓦地区克雷皮逐渐发展成为巴黎的一个远郊卫星城，连接巴黎和瓦卢瓦地区克雷皮之间的铁路线被改造成为法兰西岛大区铁路K线。1982年7月31日晚，由瓦卢瓦地区克雷皮市政府组织的儿童夏令营，出发后在法国东部城市博讷附近发生车祸并起火燃烧，造成53人遇难，包括44名儿童。这也是法国历史上伤亡人数最多的公路交通事故。

## 地理

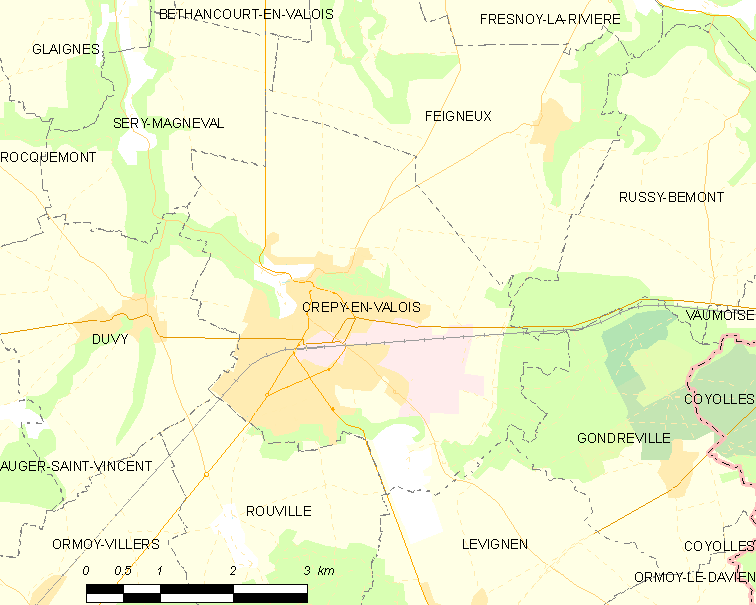
瓦卢瓦地区克雷皮市镇范围地图

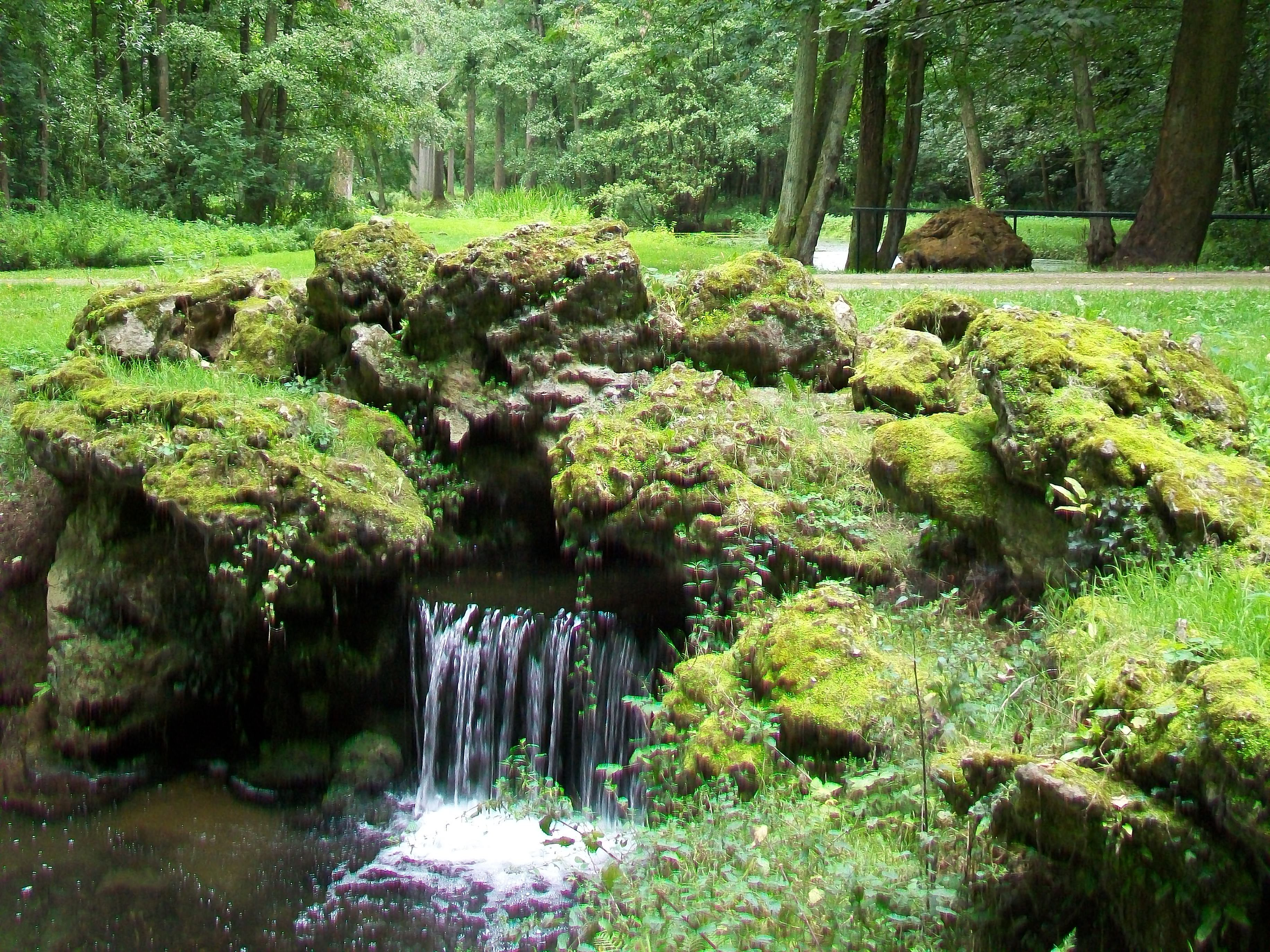
莱塔扬迪耶溪

瓦卢瓦地区克雷皮位于法国北部，上法兰西大区南部和瓦兹省东南部，距离省会博韦大约80公里。与瓦卢瓦地区克雷皮接壤的市镇包括：迪维、费尼厄、贡德勒维尔、莱维尼昂、鲁维尔、吕西-贝蒙、塞里-马涅瓦勒。

### 地形
瓦卢瓦地区克雷皮位于巴黎盆地腹地的瓦卢瓦地区，境内以平原为主，部分区域略有起伏，市镇中心地势较为平坦，全境海拔在62到150米之间。

### 地质
瓦卢瓦地区克雷皮附近地表土壤以砂质软泥为主，北侧沿河河谷地区则为现代河流冲积层。

### 水文
莱塔扬迪耶溪（Ruisseau des Taillandiers）发源于瓦卢瓦地区克雷皮市区北部的热雷姆公园（Parc de Géresme）内，是瓦兹河的一条三级支流，属于法国五大水系之一的塞纳河水系。

### 植被
瓦卢瓦地区克雷皮属于温带阔叶混交林区，市镇范围内东侧为雷茨森林（Forêt de Retz），市区内则有热雷姆公园、圣阿加特公园（Parc Sainte Agathe）等城市绿地。其中热雷姆公园（Parc Géresme）位于瓦卢瓦地区克雷皮市区北部，占地21公顷。该公园始建于中世纪，原为热雷姆家族城堡，后于1956年被瓦卢瓦地区克雷皮市政府收购，于1974年起对公众开放。
在鲜花城市的评比中，瓦卢瓦地区克雷皮被评为3星级鲜花城市。

### 气候
瓦卢瓦地区克雷皮在柯本气候分类法中属于温带海洋性气候。
距离瓦卢瓦地区克雷皮最近的常年气象站位于特吕米伊境内，以下为该气象站的数据（其中日照数据取自克雷伊）：
| 特吕米伊1981年－2019年 | 特吕米伊1981年－2019年 | 特吕米伊1981年－2019年 | 特吕米伊1981年－2019年 | 特吕米伊1981年－2019年 | 特吕米伊1981年－2019年 | 特吕米伊1981年－2019年 | 特吕米伊1981年－2019年 | 特吕米伊1981年－2019年 | 特吕米伊1981年－2019年 | 特吕米伊1981年－2019年 | 特吕米伊1981年－2019年 | 特吕米伊1981年－2019年 | 特吕米伊1981年－2019年 |
| 月份                   | 1月                    | 2月                    | 3月                    | 4月                    | 5月                    | 6月                    | 7月                    | 8月                    | 9月                    | 10月                   | 11月                   | 12月                   | 全年                   |
| ---------------------- | ---------------------- | ---------------------- | ---------------------- | ---------------------- | ---------------------- | ---------------------- | ---------------------- | ---------------------- | ---------------------- | ---------------------- | ---------------------- | ---------------------- | ---------------------- |
| 历史最高温 °C（°F）    | 15.8 (60.4)            | 18.3 (64.9)            | 22.9 (73.2)            | 29 (84)                | 31 (88)                | 35 (95)                | 38 (100)               | 39.1 (102.4)           | 32 (90)                | 29 (84)                | 20.1 (68.2)            | 16.2 (61.2)            | 39.1 (102.4)           |
| 平均高温 °C（°F）      | 6.3 (43.3)             | 7.4 (45.3)             | 11.3 (52.3)            | 14.8 (58.6)            | 18.6 (65.5)            | 21.5 (70.7)            | 24.3 (75.7)            | 24.2 (75.6)            | 20.4 (68.7)            | 15.7 (60.3)            | 10 (50)                | 6.5 (43.7)             | 15.1 (59.2)            |
| 日均气温 °C（°F）      | 3.6 (38.5)             | 4.1 (39.4)             | 7.2 (45.0)             | 9.8 (49.6)             | 13.6 (56.5)            | 16.4 (61.5)            | 18.7 (65.7)            | 18.6 (65.5)            | 15.4 (59.7)            | 11.7 (53.1)            | 7 (45)                 | 4.1 (39.4)             | 10.9 (51.6)            |
| 平均低温 °C（°F）      | 0.8 (33.4)             | 0.8 (33.4)             | 3 (37)                 | 4.9 (40.8)             | 8.5 (47.3)             | 11.2 (52.2)            | 13.1 (55.6)            | 13 (55)                | 10.4 (50.7)            | 7.8 (46.0)             | 4 (39)                 | 1.6 (34.9)             | 6.6 (43.9)             |
| 历史最低温 °C（°F）    | −18.3 (−0.9)           | −13.7 (7.3)            | −9.5 (14.9)            | −3.8 (25.2)            | −1.1 (30.0)            | 1.9 (35.4)             | 5.6 (42.1)             | 4.6 (40.3)             | 0.8 (33.4)             | −4.5 (23.9)            | −10 (14)               | −11.5 (11.3)           | −18.3 (−0.9)           |
| 平均降水量 mm（）      | 60.4 (2.38)            | 50.7 (2.00)            | 57.9 (2.28)            | 53.1 (2.09)            | 66.1 (2.60)            | 57.2 (2.25)            | 64 (2.5)               | 56 (2.2)               | 56.7 (2.23)            | 64.9 (2.56)            | 60.3 (2.37)            | 69.8 (2.75)            | 717.1 (28.23)          |
| 月均日照時數           | 54.1                   | 57                     | 172.7                  | 245.2                  | 164.6                  | 251.7                  | 233.5                  | 207                    | 172.6                  | 130                    | 46.8                   | 48.6                   | 1,783.8                |
| 来源：infoclimat.fr    |                        |                        |                        |                        |                        |                        |                        |                        |                        |                        |                        |                        |                        |

## 行政区划
瓦卢瓦地区克雷皮是法国上法兰西大区瓦兹省的一个市镇，编号为60176。瓦卢瓦地区克雷皮隶属于桑利斯区和瓦兹省第五选区，管理瓦卢瓦地区克雷皮县（其县域范围于1801和2015年有过较大规模的调整），同时也是瓦卢瓦地区市镇公共社区的办公驻地。
法国国家统计与经济研究所（简称）在进行数据统计时，将瓦卢瓦地区克雷皮单独设为瓦卢瓦地区克雷皮城市核心区，并将包括核心区在内的周边共1794个市镇划为巴黎城市区。自2020年起，巴黎城市区被包含1,949个市镇的巴黎城市辐射区代替。此外，还将瓦卢瓦地区克雷皮市镇分为了7个“块区”（IRIS），以便于统计人口分布情况。

## 交通

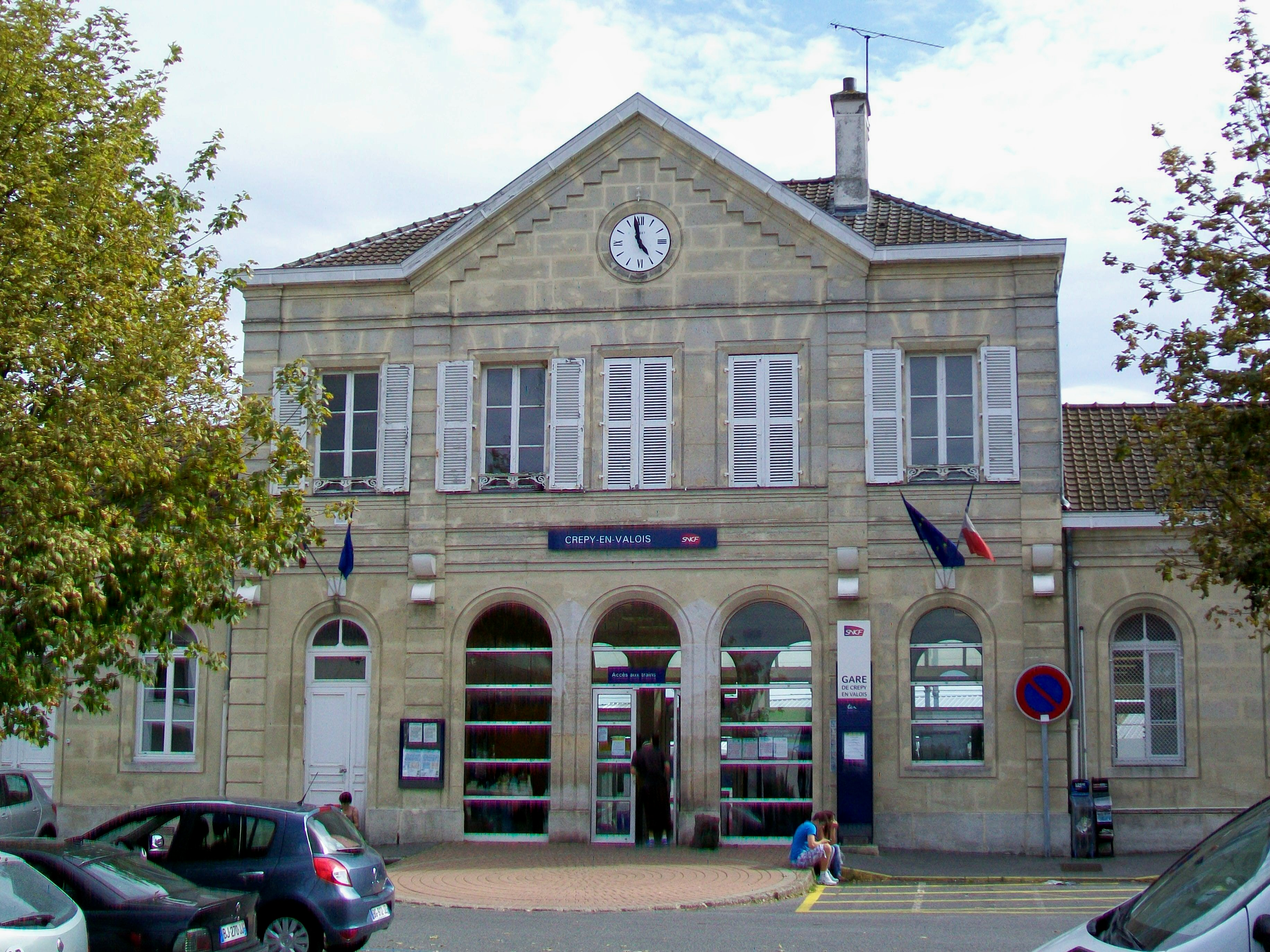
瓦卢瓦地区克雷皮火车站

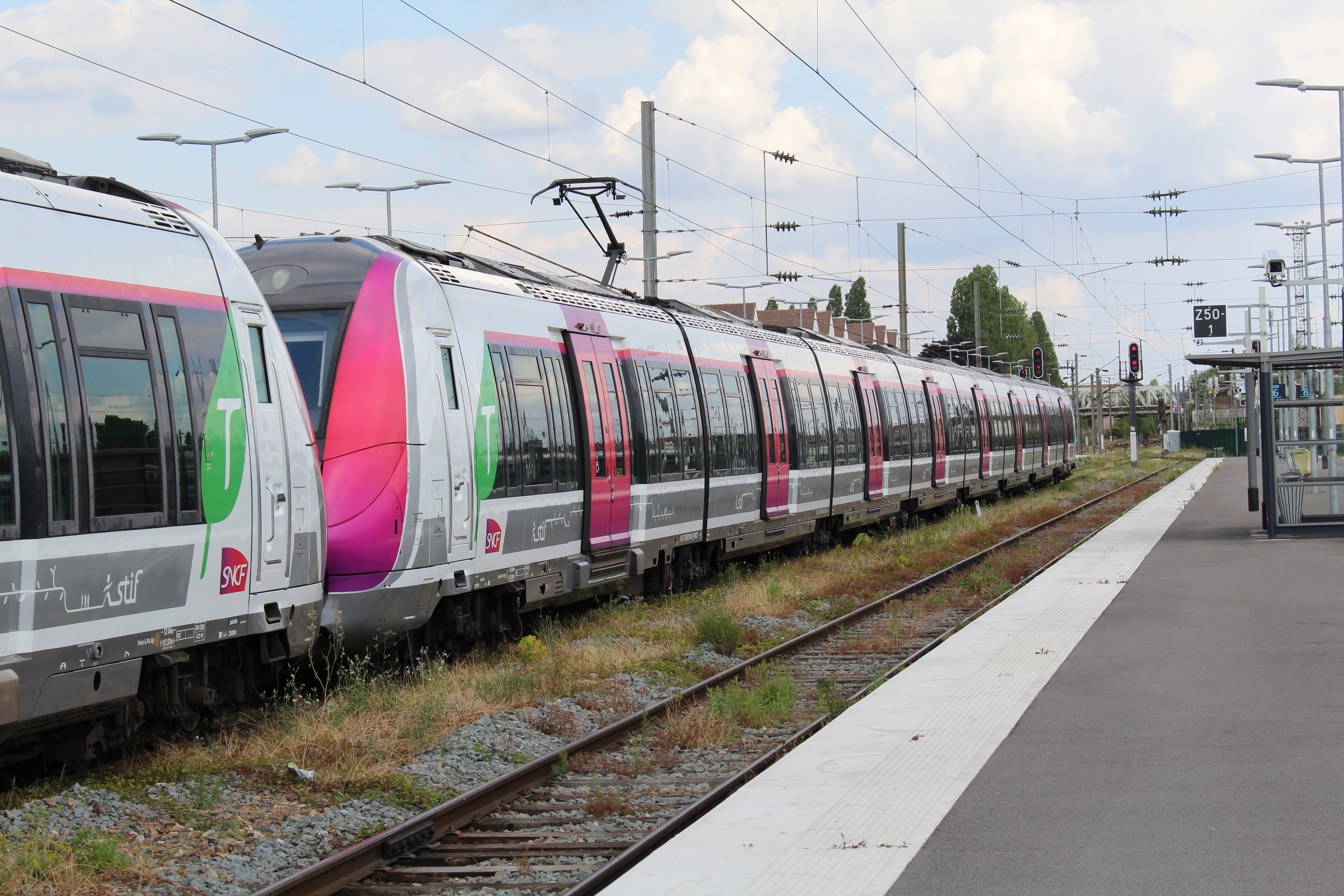
瓦卢瓦地区克雷皮站内停靠的法兰西岛大区快铁K线列车

### 公路
瓦兹省省道D25线、D50线、D116线、D136线、D332线、D335线和D1324线在瓦卢瓦地区克雷皮交汇。距离瓦卢瓦地区克雷皮最近的高速公路出入口为法国国家A1号高速公路的8号出入口。上法兰西大区下属的城际客运提供巴士线路，可前往桑利斯等地。
2018年，78.9%的瓦卢瓦地区克雷皮家庭拥有至少一辆私人汽车。2019年，瓦卢瓦地区克雷皮境内共发生各类交通事故7起，造成1人遇难，8人受伤。

### 铁路
瓦卢瓦地区克雷皮位于巴黎－伊尔松铁路上。瓦卢瓦地区克雷皮站位于市区中部，是法兰西岛大区铁路K线，停靠往返于巴黎和拉昂一线的区域列车。

### 航空
距离瓦卢瓦地区克雷皮最近的民用航空站为巴黎戴高乐机场，距离瓦卢瓦地区克雷皮市中心的公路里程约49公里。

### 城市公共交通
自2011年12月起，瓦卢瓦地区克雷皮市政府为当地民众提供免费公共交通系统，其线路网商业名称为，包含有两条线路（红线和蓝线），周日和节假日以外每天开行，间隔时间为15分钟。

## 政治

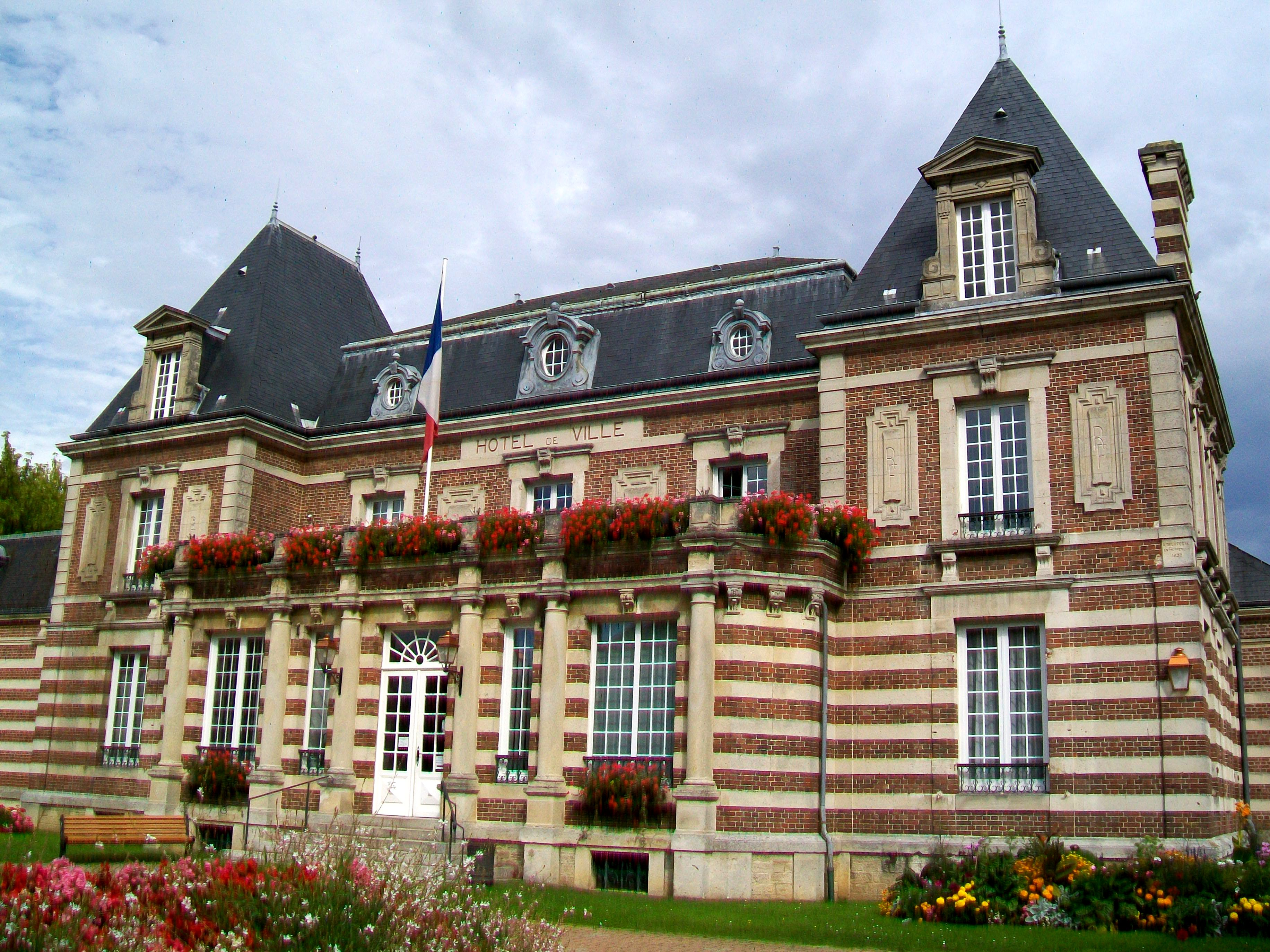
瓦卢瓦地区克雷皮市政厅

瓦卢瓦地区克雷皮的现任市长为薇吉妮·杜阿女士（Virginie Douat），她是一名无党派人士，其前任布吕诺·福尔蒂埃先生（Bruno Fortier）在2020年的市政选举中获得了43.34%的支持率，他因未能按时提交竞选报告而受到调查，并自2021年10月起暂停担任瓦卢瓦地区克雷皮市长职务。
在2017年的法国总统大选中，法国第25任总统埃马纽埃尔·马克龙在瓦卢瓦地区克雷皮获得了55.96%的支持率。
| 瓦卢瓦地区克雷皮历届市长 |                                  |                                       |
| 任期                     | 市长                             | 党派                                  |
| 1919年－1953年           | Jean Vassal 让·瓦萨尔            | SFIO工人国际法国支部 →RPF法国人民联盟 |
| 1953年－1995年           | Michel Dupuy 米歇尔·迪皮         | DVD右翼无党派人士                     |
| 1995年－2008年           | Pierre Praddaude 皮埃尔·普拉多德 | DVD右翼无党派人士                     |
| 2008年－2014年           | Arnaud Foubert 阿尔诺·富贝尔     | UMP人民运动联盟                       |
| 2014年－2021年           | Bruno Fortier 布吕诺·福尔蒂埃    | DVD右翼无党派人士                     |
| 2021年－                 | Virginie Douat 薇吉妮·杜阿       | 無黨籍                                |

## 人口
2018年，瓦卢瓦地区克雷皮市镇人口数量为14,796，在法国排名第651位。其中男性6,916人，女性7,880人，75岁及以上人口占8.3%，外籍人口数量为3,109人，人口密度为909人/平方公里，当地居民被称为（男性）或（女性）。2019年，瓦卢瓦地区克雷皮境内出生129人，死亡人口162人。
| 年份   | 1936  | 1946  | 1954  | 1962  | 1968  | 1975   | 1982   | 1990   | 1999   | 2006   | 2011   | 2016   | 2018   |
| ------ | ----- | ----- | ----- | ----- | ----- | ------ | ------ | ------ | ------ | ------ | ------ | ------ | ------ |
| 人口數 | 5,654 | 5,465 | 5,950 | 7,379 | 8,660 | 10,920 | 12,228 | 13,222 | 14,436 | 14,289 | 14,374 | 15,231 | 14,796 |

## 经济

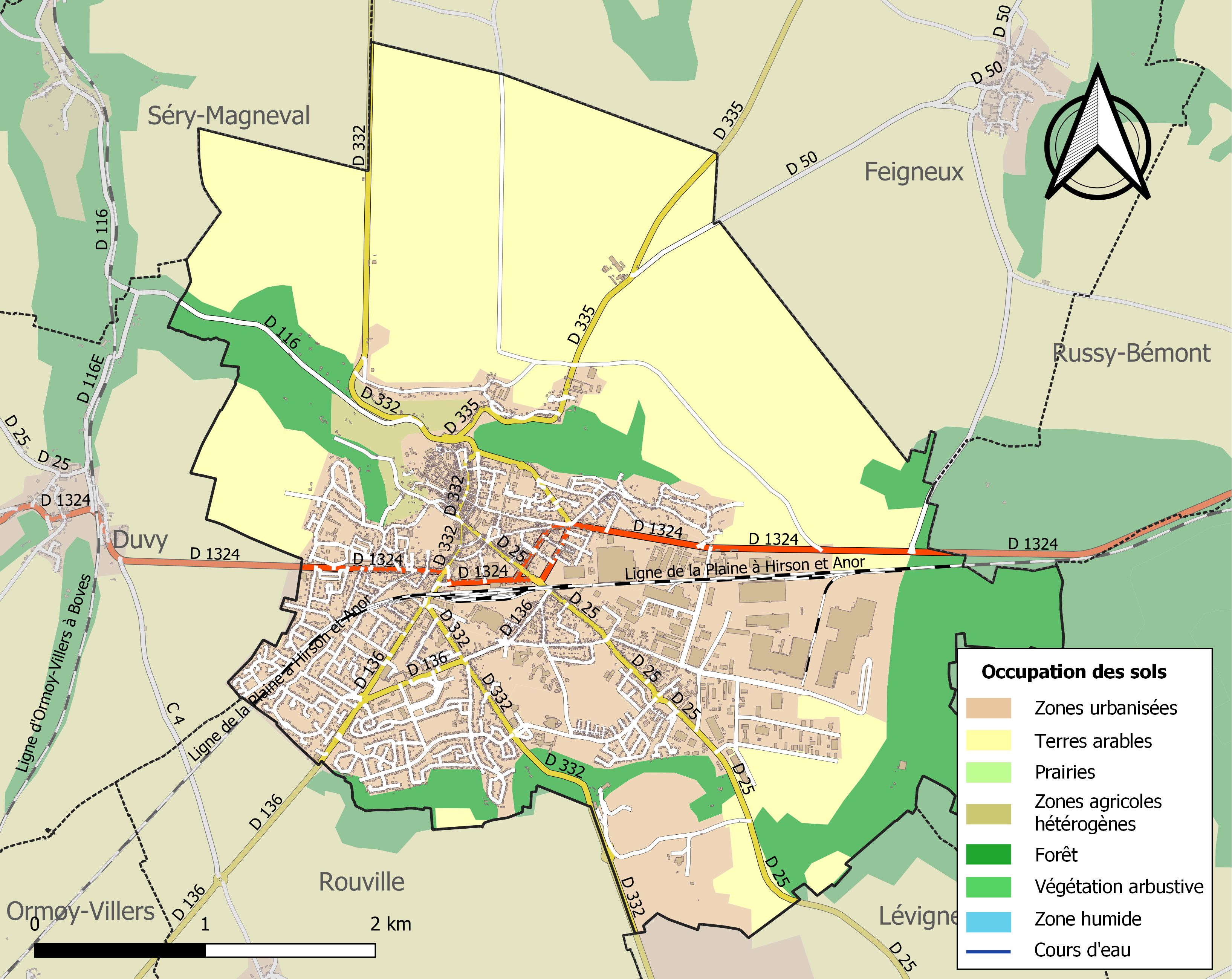
瓦卢瓦地区克雷皮土地利用情况地图

截止2021年11月，瓦卢瓦地区克雷皮共有各类用人单位（包含自雇）1,596家，平均历史为15年，其中99.48%为中小型企业（PME）。（纺织）、（电缆）及（工业原料销售）是当地2020年营业额最高的三个企业，分别为47,394,633欧元、41,769,560欧元和25,899,799欧元。

## 财政与居民收入
2019年，瓦卢瓦地区克雷皮的财政收入总额为19,844,000欧元，财政支出总额为17,363,400欧元，当年的债务总额为13,613,100欧元。2021年，瓦卢瓦地区克雷皮共获得2,349,169欧元的国家财政补助，比上一年减少了2.36%。
2019年，瓦卢瓦地区克雷皮的人均月收入总额为2,382欧元，其中高级职员为3,890欧元，低于法国平均水平（4,230欧元）；中级职员为2,609欧元，高于法国平均水平（2,411欧元）；普通职员为1,882欧元，高于法国平均水平（1,740欧元）。
2018年，瓦卢瓦地区克雷皮境内的青壮年（15至64岁）失业率为12%，当地53.9%的家庭拥有纳税资格，平均纳税2,848欧元，低于法国平均水平（3,888欧元）。

## 社会事务

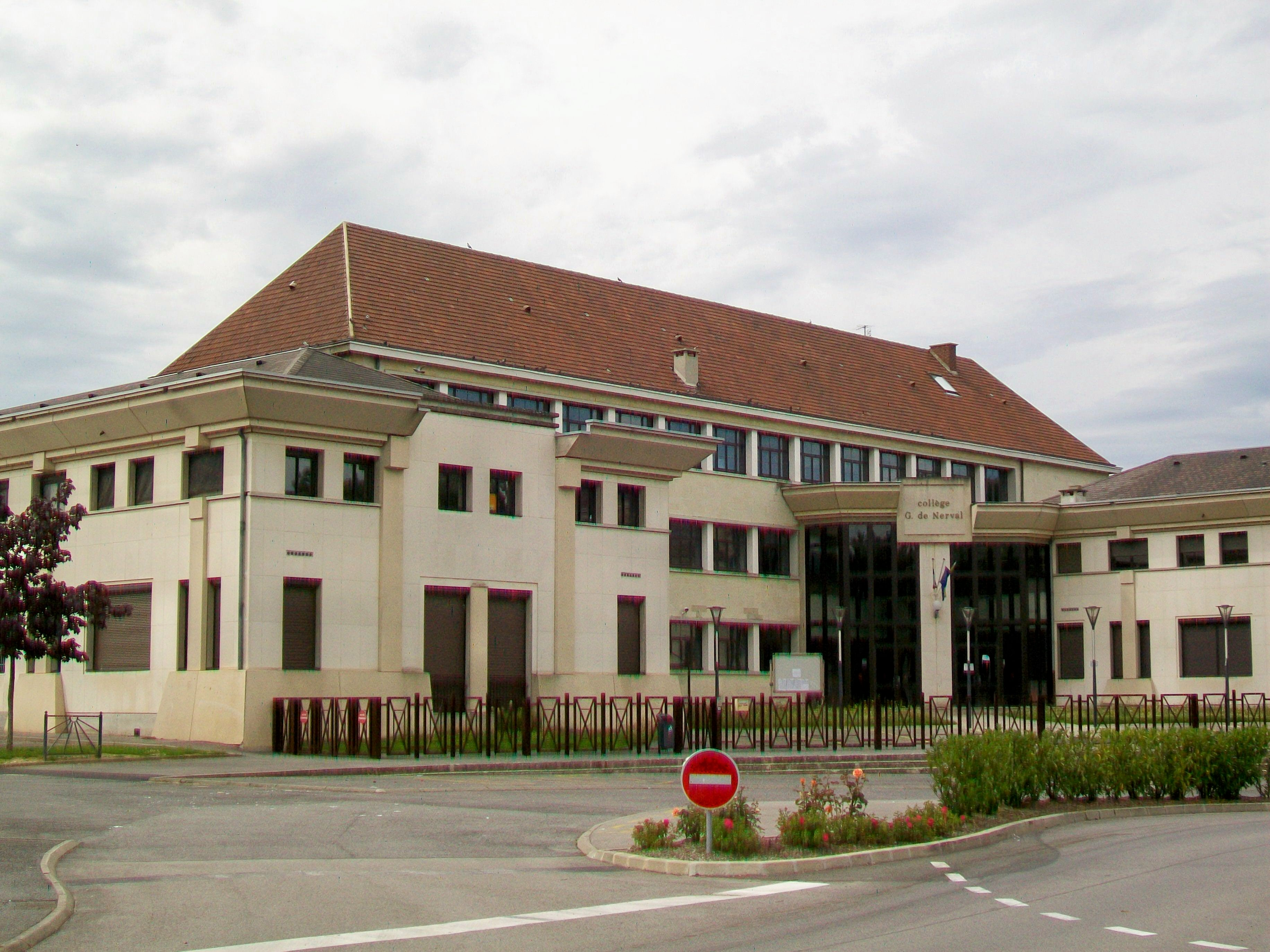
热拉尔德内尔瓦勒初级中学

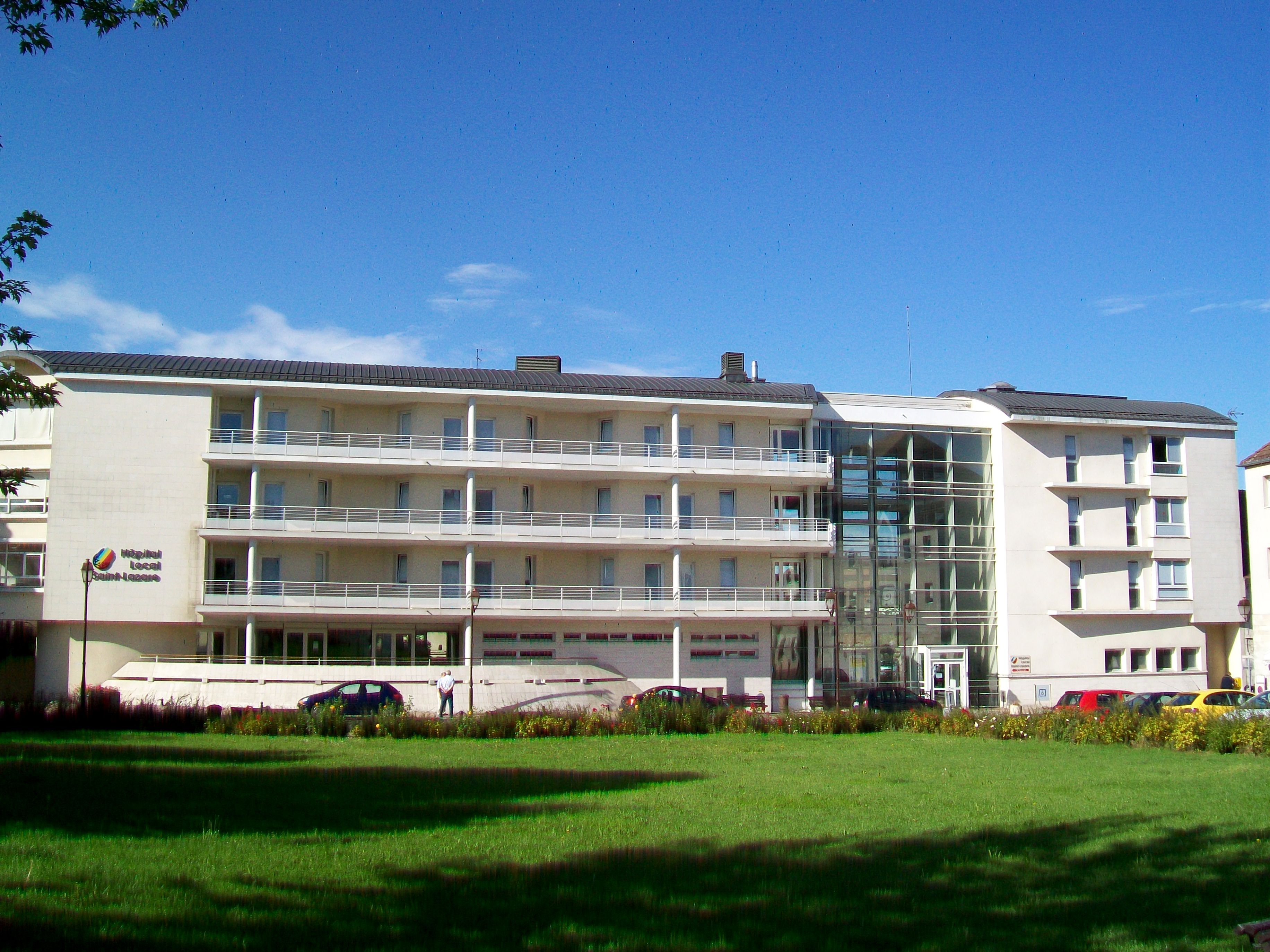
圣拉扎尔中心医院

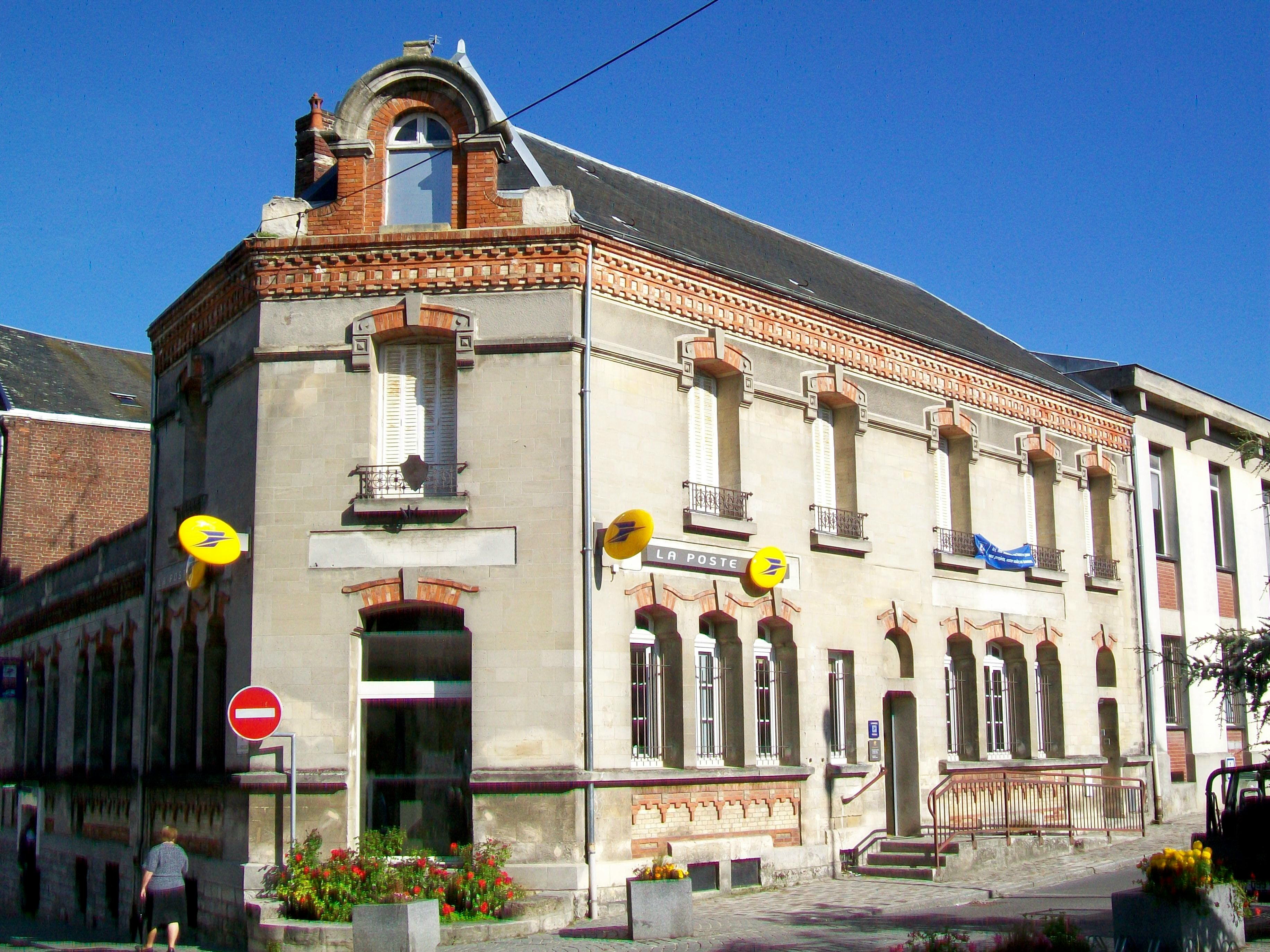
瓦卢瓦地区克雷皮邮局

### 教育
瓦卢瓦地区克雷皮属于亚眠学区。截止2020年1月1日，瓦卢瓦地区克雷皮境内共有5所幼儿园、6所小学、2所初级中学、1所普通高中和1所职业高中。2018至2019学年度，瓦卢瓦地区克雷皮境内共有在校中等教育阶段学生2,309名。

### 医疗
截止2020年1月1日，瓦卢瓦地区克雷皮境内共有全科医生12名、保健师11名、牙医7名、护士15名、眼科医生4名、助产士2名和妇科医生5名。境内共有药房5家、养老院5家、残疾人帮扶中心3家。
瓦卢瓦地区克雷皮中心医院（Centre Hospitalier de Crépy-en-Valois）是法国的一个区域性医疗机构，其主病区圣拉扎尔医院（Hôpital de Saint-Lazare）位于瓦卢瓦地区克雷皮市区，设有床位70个，是当地规模最大的公立综合性医院。

### 住房
2018年，瓦卢瓦地区克雷皮境内共有各类住房6,744套，其中52.8%为独立式居民区，46.8%为集中式居民区。常住房屋占瓦卢瓦地区克雷皮市镇范围内居民建筑总量的94.1%。
在住房保障政策方面，2020年，瓦卢瓦地区克雷皮境内共有1,084户家庭获得了住房经济补助，受益人数占总人口数量的7.3%，其中1,036份为房租补助。

### 商业
2019年，瓦卢瓦地区克雷皮境内共有各类实体商铺355家，其中餐厅52家、大型超市6家、杂货店5家、面包房8家、肉铺5家、书店3家、装饰品店3家、银行门店10家、美容美发店28家、汽车维修店25家。市中心建有一家Intermarché超市，市区东南部建有开放式商业街区。

### 体育
2020年，瓦卢瓦地区克雷皮境内共有1家游泳池、5间体育馆、16处网球场、1处马术场、1处足球或橄榄球场以及1处篮球或排球场。
截至2021年11月，瓦卢瓦地区克雷皮体育联盟（U.S. Crépy-en-Valois）是当地唯一的注册足球队，该队2021至2022赛季参加瓦兹省足球联赛。
瓦卢瓦地区克雷皮被称为“法国击剑之都”，当地有多个相关项目的运动团体。

### 环境
瓦卢瓦地区克雷皮的环境事务由其所属的公共社区负责。2019年，瓦卢瓦地区克雷皮境内共有2家污染企业，其境内建有一座污水处理厂。

### 治安
2019年，瓦卢瓦地区克雷皮市镇范围内有1处宪兵队。此外当地还设有城市警卫队和消防队，市区内共设有7处监控探头。
瓦卢瓦地区克雷皮所在地是桑利斯宪兵总队的管辖范围。2020年，该宪兵总队辖区内共91个市镇累计发生各类案件4,245起，其中盗窃类案件2,250起，经济类案件643起，毒品交易类案件161起。

## 文化
2020年，瓦卢瓦地区克雷皮境内共有1家电影院和1家博物馆。瓦卢瓦建筑博物馆（Musée de l'archerie et du Valois）位于瓦卢瓦地区克雷皮市区内，于1949年开馆，其前身为圣欧班旧城堡（Ancien château Saint-Aubin），由当地领主克雷皮-南特伊·蒂博三世（Thibault III de Crépy-Nanteuil）修建，并由此建成了环绕瓦卢瓦地区克雷皮的城墙，16世纪时成为了瓦卢瓦子爵的办公驻地，18世纪时一度改建成为监狱，法国诗人热拉尔·德·内瓦尔曾在此囚禁。该博物馆是瓦卢瓦地区最大的博物馆，主要展示瓦卢瓦王朝及所属地区的相关收藏品，并定期开展主题活动。此外瓦卢瓦地区克雷皮市政府提供多媒体中心，向公众全年开放。

### 建筑
瓦卢瓦地区克雷皮境内有13处法国国家文物保护单位，其中瓦卢瓦地区克雷皮圣但尼教堂是当地的地标性建筑物。

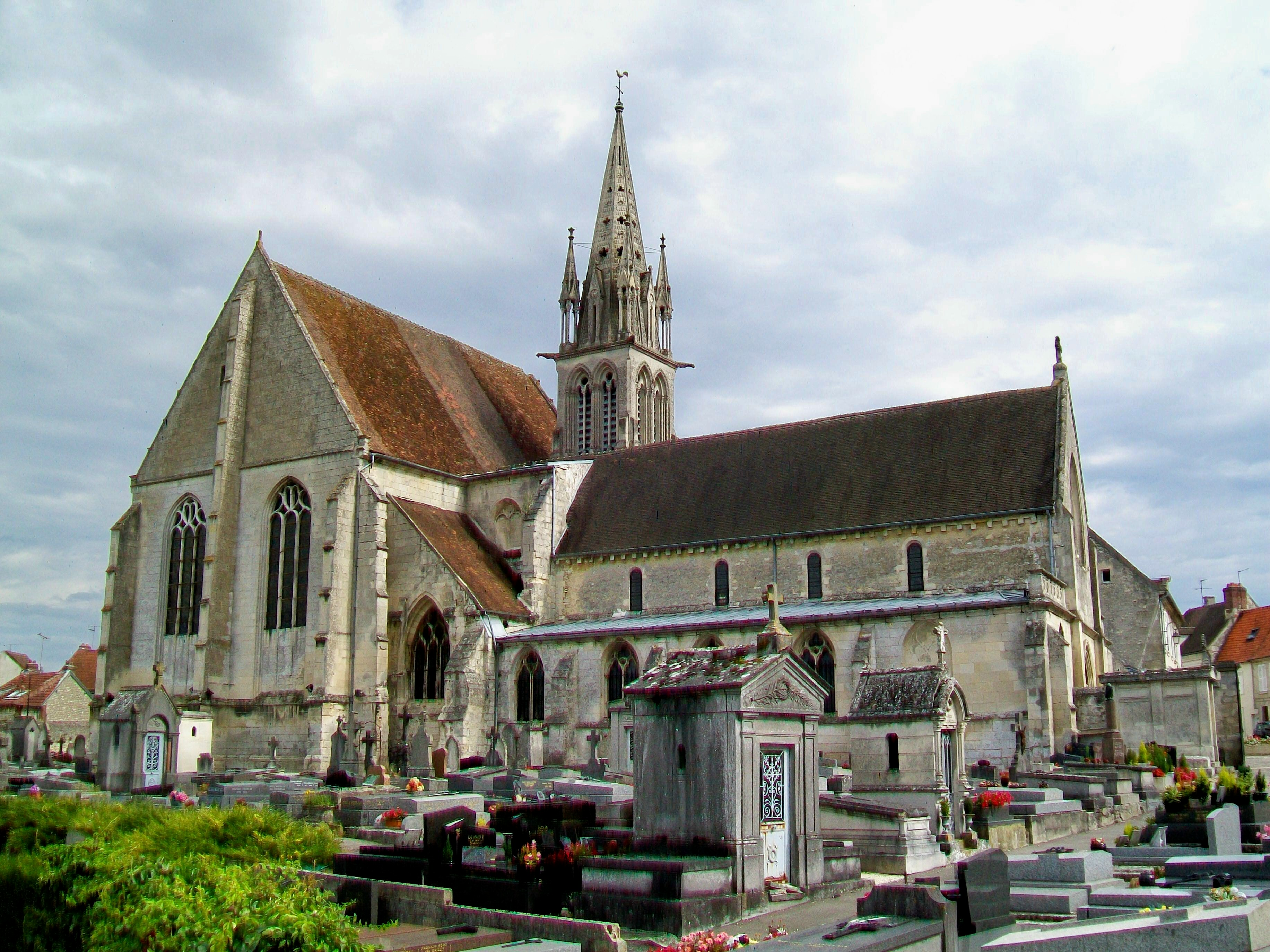
圣但尼教堂（法语：Église Saint-Denis de Crépy-en-Valois）
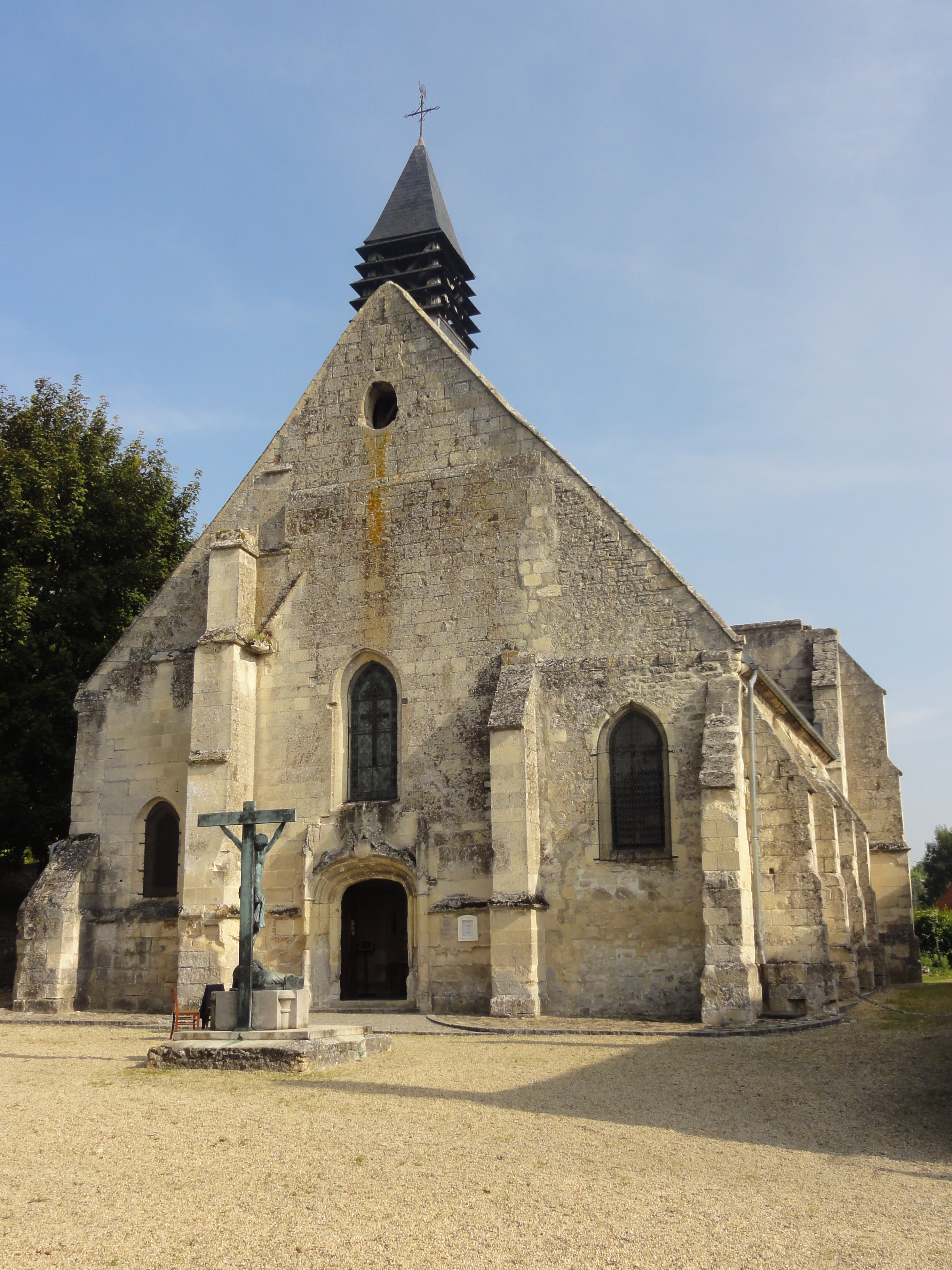
布扬圣马丁教堂（法语：Église Saint-Martin de Bouillant）
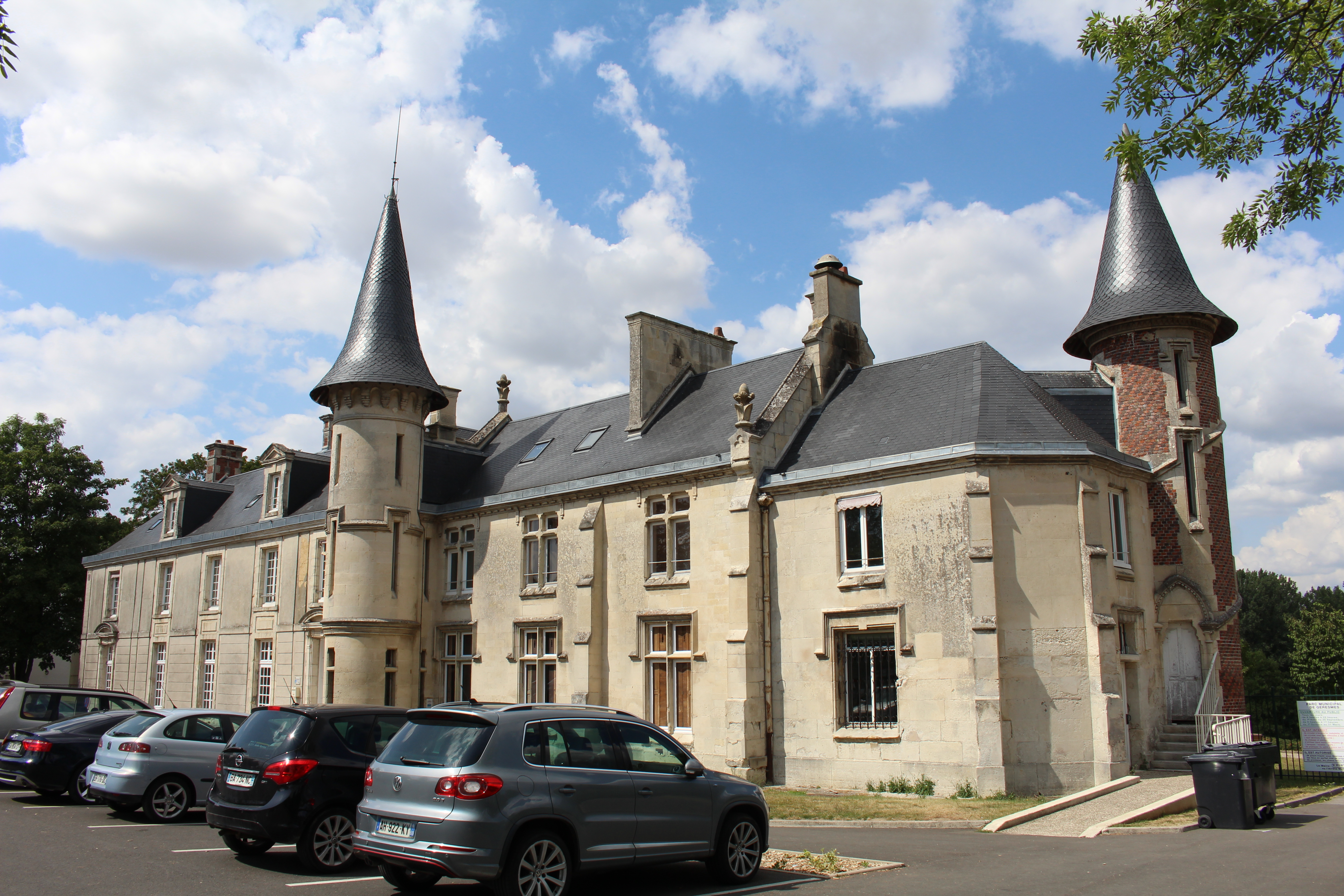
热雷姆城堡
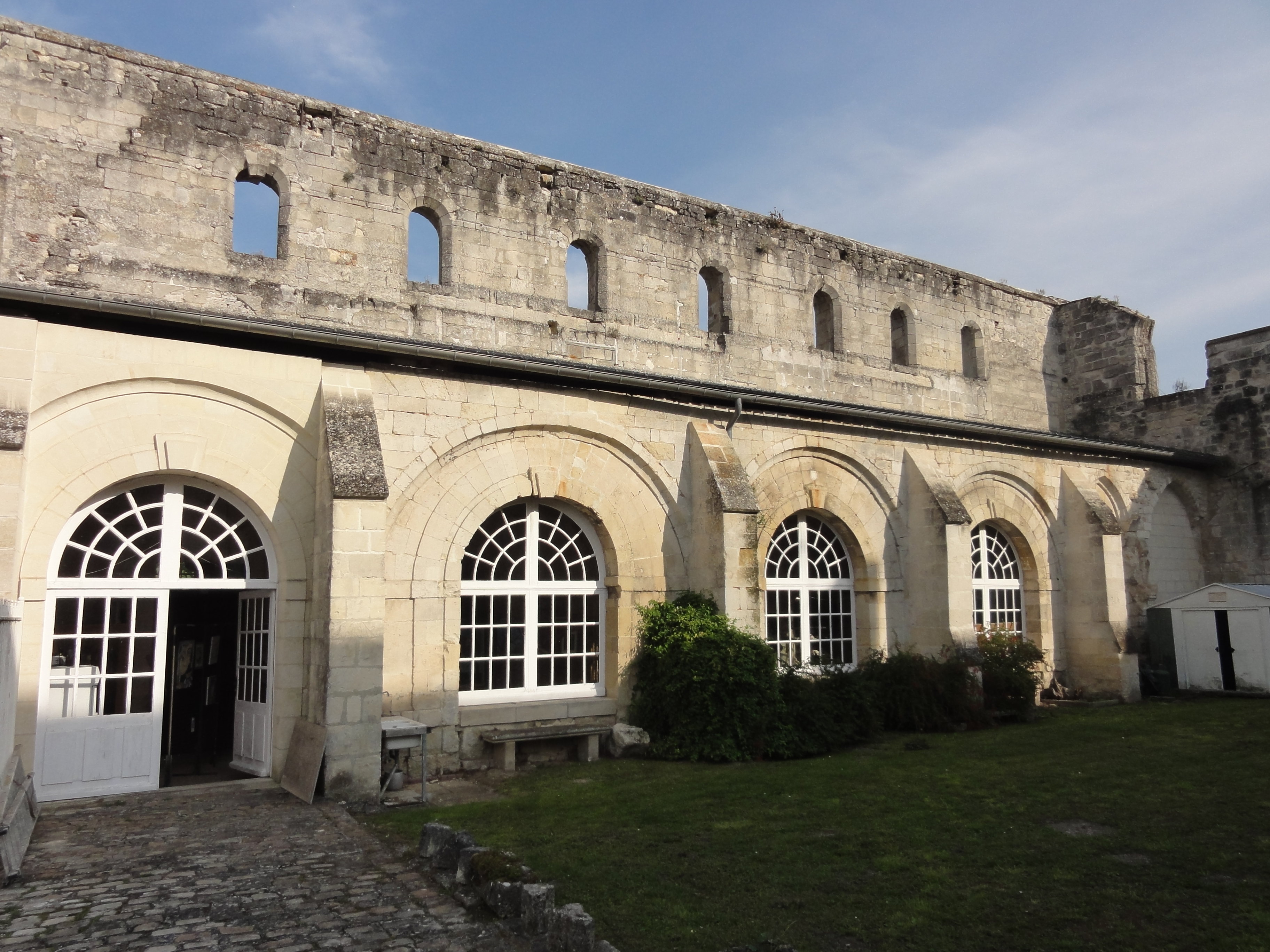
圣阿努尔修道院（法语：Prieuré Saint-Arnoul de Crépy-en-Valois）
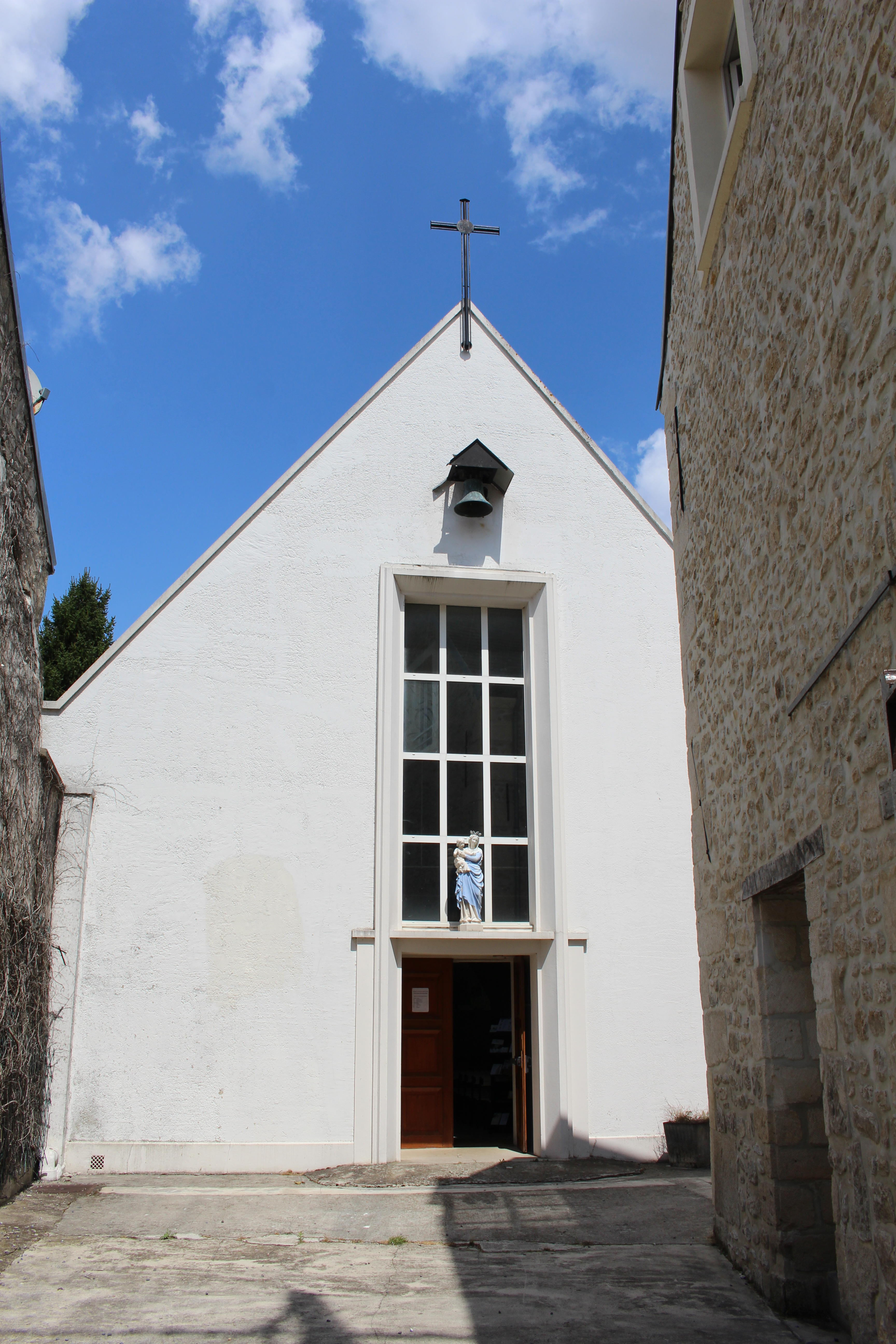
圣拉扎尔小教堂
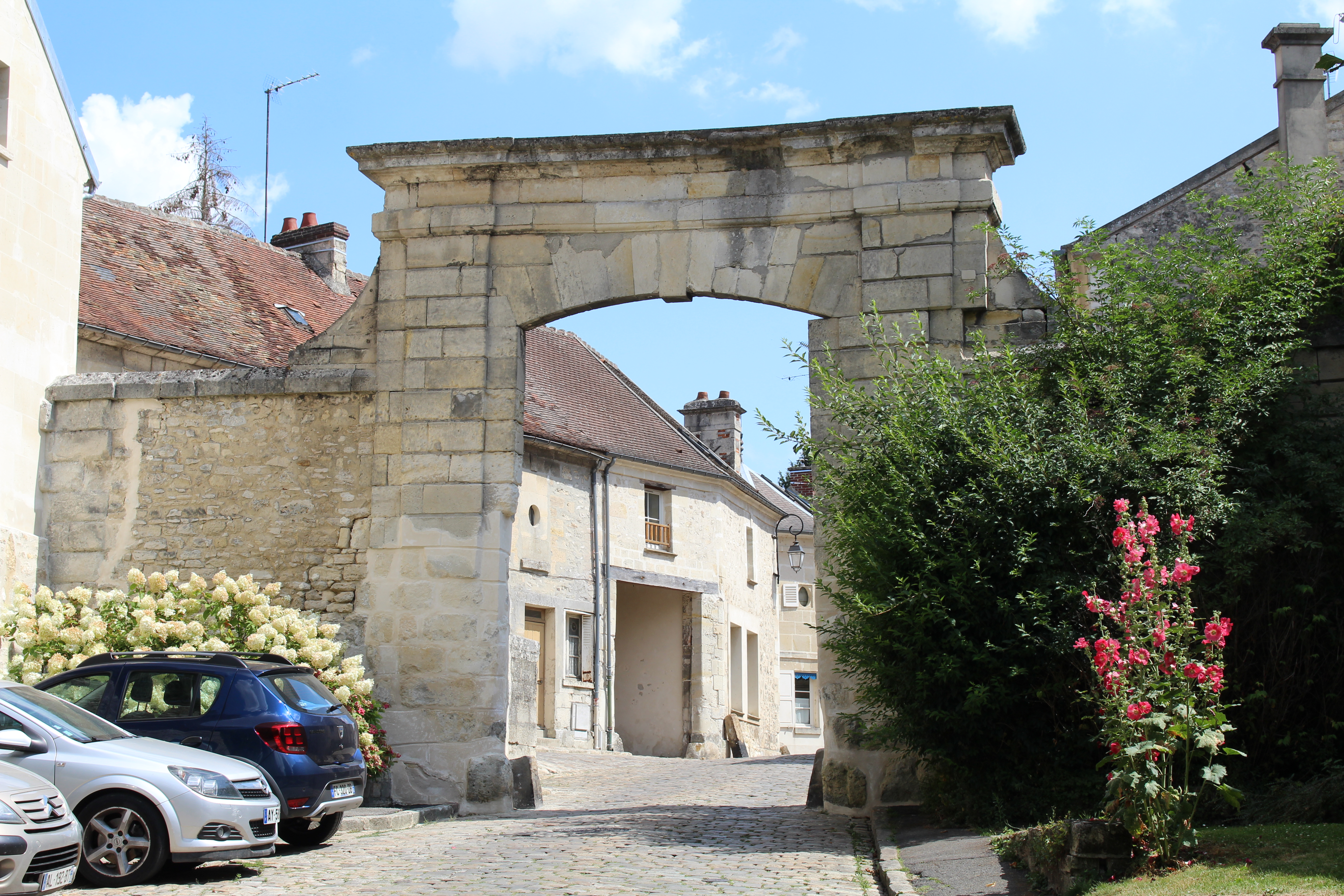
圣阿加特城门
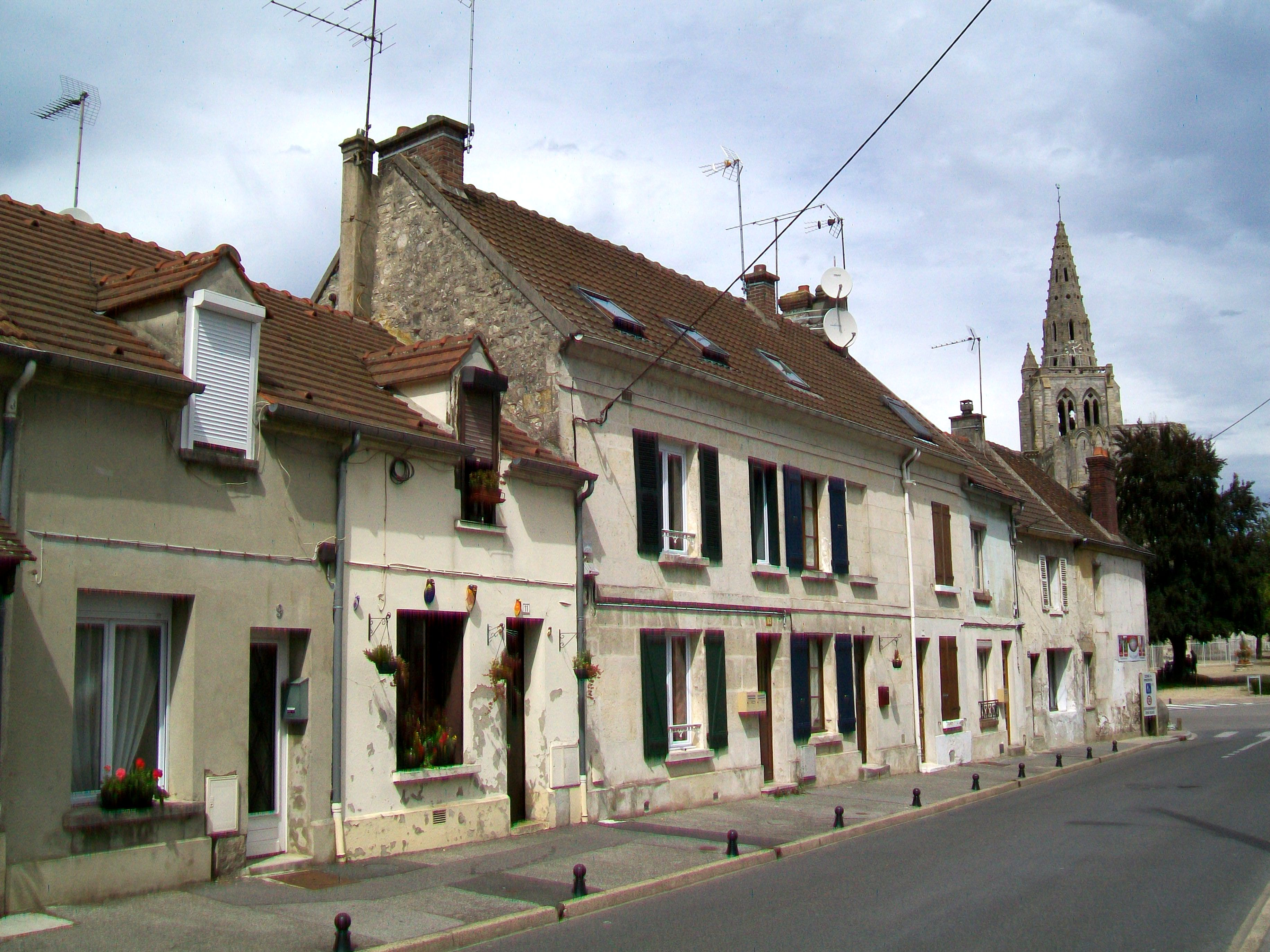
传统居民建筑

### 旅游
瓦卢瓦地区克雷皮的旅游事务由其所属的公共社区负责。2021年，瓦卢瓦地区克雷皮境内共有1家酒店共计57间房间。

### 媒体
法国主要的媒体均可在瓦卢瓦地区克雷皮接收，法国电视三台下属的上法兰西大区频道在部分时段播出瓦卢瓦地区克雷皮所属区域的地方新闻。

## 相关人物
法国诗人莫里斯·勒瓦扬出生于瓦卢瓦地区克雷皮。

## 友好城市
截至2021年11月，瓦卢瓦地区克雷皮共与三座城市互为友好城市关系：
- 德国 摩泽尔河畔采尔
- 比利时 昂图万
- 波蘭 普翁斯克